# Arthur Heffter
Arthur Carl Wilhelm Heffter (ur. 15 czerwca 1859 w Lipsku, zm. 8 lutego 1925 w Berlinie) – niemiecki farmakolog i chemik, pierwszy przewodniczący Niemieckiego Towarzystwa Farmakologicznego. Był w dużej mierze odpowiedzialny za pierwszy Podręcznik Farmakologii Doświadczalnej. Wyizolował meskalinę z jazgrzy Williamsa w 1897 roku. Była to pierwsza izolacja naturalnie występującej substancji psychodelicznej w czystej postaci. Ponadto w tym samym roku prowadził badania nad skutkami zażywania tej rośliny.